# Park stanowy Beaver Dam (Nevada)
Park stanowy Beaver Dam (pl. Tama Bobra) znajduje się we wschodniej części hrabstwa Lincoln stanu Nevady. Ok. 30 mil (48 km) na wschód od Panaca. Otwarty jest przez cały rok, lecz odradza się przebywania na jego terenie zimą.
Zajmuje 2 393 akry. Popularny cel pieszych wędrówek entuzjastów przyrody. Ogólny krajobraz jest dziewiczy lub wiejski. Do atrakcji zaliczane są: Głębokie kaniony przecinające lasy jałowców, rzeki z licznymi tamami bobrów i stanowiskami dla wędkarzy. Pola kempingowe, pikniki i schroniska.

## Historia
Hiszpanie w 1540 i 1775 r. założyli szlaki handlowe przechodzące przez te tereny. W 1917 r. mieszkańcy Clover Valley (dziś Barclay) wybrali Hamblin Rancho (blisko współczesnej zachodniej granicy parku) na cel weekendowych wycieczek. Osiemnaście lat później lobbowali w stanowym parlamencie. Na decyzji zaważyła wyjątkowa sceneria i warunki do rekreacji.